# Backhaus (Weiherhaus)

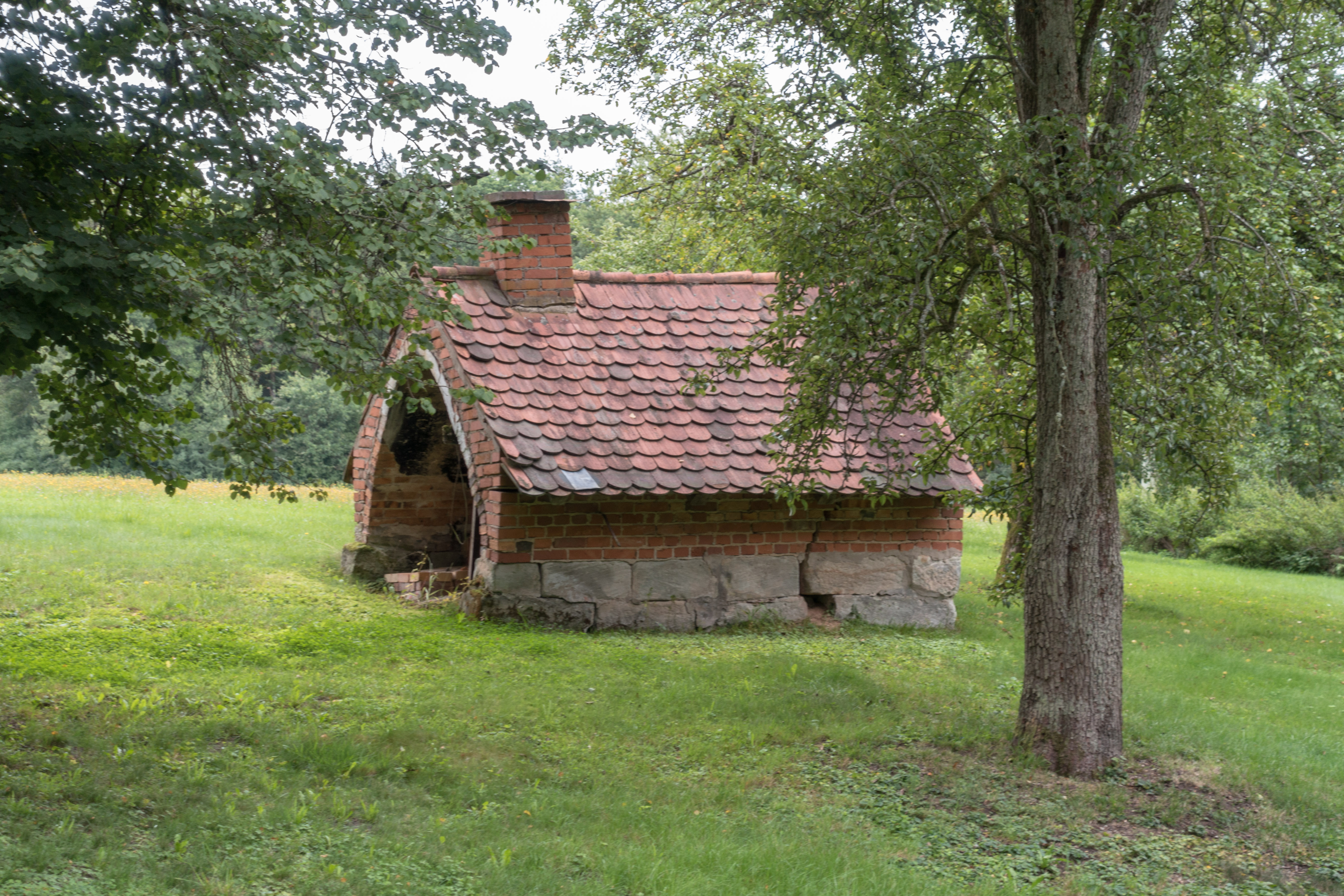
Backhaus in Weiherhaus

Das Backhaus in Weiherhaus, einem Gemeindeteil der mittelfränkischen Marktgemeinde Feucht im Landkreis Nürnberger Land im nördlichen Bayern, wurde in der zweiten Hälfte des 19. Jahrhunderts errichtet. Das Backhaus an den sogenannten Schalnwiesen, das zu einem Bauernhof gehört, ist ein geschütztes Baudenkmal.
Der eingeschossige Bau mit Sandsteinfundament und Ziegelmauerwerk wird von einem Satteldach mit Biberschwanzdeckung abgeschlossen. Der hohe spitzbogige Eingang an der Giebelseite ist offen.  